# 현대 RM19
현대 RM19 (Racing Midship 19)는 컨셉트 카 로서 2019년 LA 오토쇼를 발표된 고성능 컨셉트 모델이다. 이전의 RM 시리즈와 마찬가지로 미드쉽 구조를 사용하고 있으나 N 모델 발표 이전의 RM 시리즈가 고성능 차량을 제작하기 위한 기술을 선행 투입하여 개발하는 것을 목적으로 삼았다면 RM19는 N 모델 등장 이후의 모델로서 현대자동차의 기술력을 알리고 브랜드의 이미지를 갖추는 모델로 변환되었다 볼 수 있다. 레이스카의 기술을 적용한 로드고잉 모델로서 설계되었으며 RM19부터는 기존의 1세대 벨로스터(FS)의 차체가 아닌 벨로스터 N(JS N)를 기반으로 제작되었다.

## RM16과의 차이점
RM16 이후에 등장한 RM19는 N 모델의 양산 이후 현대자동차가 개시한 레이스 활동(TCR)의 기술을 대폭 적용하여 만들어진 로드고잉 모델로 변모했다. 차후 양산될 기능 및 구조를 사전에 탑재하여 테스트 하는 이전까지의 RM 시리즈와는 다르게 모터스포츠에서 활약했던 현대자동차의 기술을 대거 투입했다.
이전까지 6세대 쏘나타(YF)에서 사용하던 세타 T-GDi 2.0 엔진에서 변경된 벨로스터 N TCR의 세타2 T-GDi 2.0 엔진과 변속기를 가져와 RM19의 컨셉트에 맞게 튜닝된 부분이나 차체의 에어로 파츠들이 벨로스터 N TCR을 통해 검증된 부품들이 적용되었다는 점은 RM19 이후의 RM 시리즈는 선행기술 개발단계 이상으로 현대자동차가 미래에 보여주고자 하는 기술 및 기능을 보여주는 차량으로 변모하고 있음을 보여주는 대목이라 할 수 있다.

## 상세
이전의 RM16까지 사용했던 6세대 쏘나타(YF)의 세타 T-GDi 2.0 엔진에서 변경된 벨로스터 N TCR의 세타2 T-GDi 2.0 엔진과 변속기를 가져와 적용하고 RM19의 컨셉트에 맞게 튜닝되었다. 최고출력 390ps에 최대토크는 48.4kg.m으로 TCR에 적용되는 엔진을 활용하여 별도로 변경된 셋팅을 실시했는데 양산차의 트윈 스크롤 구조의 터보차져가 아닌 싱글 스크롤 구조의 터보차져를 장착하고 엔진의 내구성 확보를 위해 별도로 제작된 헤드 가스켓과 헤드 볼트의 소재를 강화했다.
차체는 벨로스터 N의 차체를 사용했으나 전장에서 54mm, 전폭에서 135mm 확대된 차체의 크기를 갖추고 있고 외관에 있어서도 에어로 다이나믹스 성능을 향상시키기 위해 전용으로 디자인 된 범퍼 및 펜더, 사이드 스커트를 적용했고 리어 엔진의 흡기를 위해 만들어진 C 필러부의 인테이크와 리어 펜더는 RM19 전용으로 디자인 되었다, 대형 리어 스포일러와 리어 디퓨저는 벨로스터 N TCR에서 가져왔으며 이와같은 에어로 다이나믹스 설계로 RM19는 200Km/h에서 190kg의 다운포스를 발생시킨다.
전륜에 인휠 타입의 더블위시본 서스펜션을 적용했던 RM16과는 달리 RM19는 전륜에 양산차와 동일한 맥퍼슨 스트럿 방식의 서스펜션이 적용되었다, 미드쉽 구조로서 엔진을 적용하면서 넓어진 후측 차체에는 305/30R20 타이어가 조합되어 파워트레인의 성능 향상 및 섀시의 한계가 대폭 향상됨을 어필하고 있으며 후륜 서스펜션은 엔진을 적용하는 MR 구조를 고려하여 더블 위시본 서스펜션으로 변경되었으며 댐핑 압력을 3단계로 조절 할 수 있는 유압식 댐퍼를 적용했으며 브레이크 시스템은 레이스카에서 볼 수 있었던 전륜 6 피스톤, 후륜 4 피스톤의 브레이크를 적용함과 동시에 모터스포츠용으로 제어기능을 튜닝한 스포츠 ABS를 적용시켰다. 스티어링 구조는 벨로스터 N에서 사용하던 R-MDPS를 그대로 적용함과 동시에 스티어링 휠은 벨로스터 N TCR에서 사용하던 것을 그대로 가져왔다.

## 같이 보기
- 현대자동차
- 현대 N
- N DECODE